# Lahiri Mahasaya
Lahiri Mahasaya, pseudonimo di Shyama Charan Lahiri (in bengali শ্যামাচরণ লাহিড়ী, Shêmā Chôron Lahiṛi; Krishnanagar, 30 settembre 1828 – Varanasi, 26 settembre 1895), è stato un filosofo, religioso, mistico e guru indiano, discepolo del Mahavatar Babaji, che diffuse la scienza spirituale del kriyā Yoga nell'epoca moderna.
Contabile nel dipartimento del genio militare britannico nella vita di tutti i giorni, Lahiri Mahasaya non si spostò mai dall'India. Considerato dai praticanti del kriyā Yoga e dai suoi seguaci come uno yogi perfettamente realizzato, i suoi discepoli raccontarono di aver assistito ad una grande quantità di miracoli o fatti insoliti, quali, ad esempio, episodi di bilocazione e guarigioni.
I suoi figli e nipoti proseguirono la sua tradizione insieme a numerosi altri discepoli, tra i quali Sri Yukteswar, guru di Paramahansa Yogananda.

## Biografia

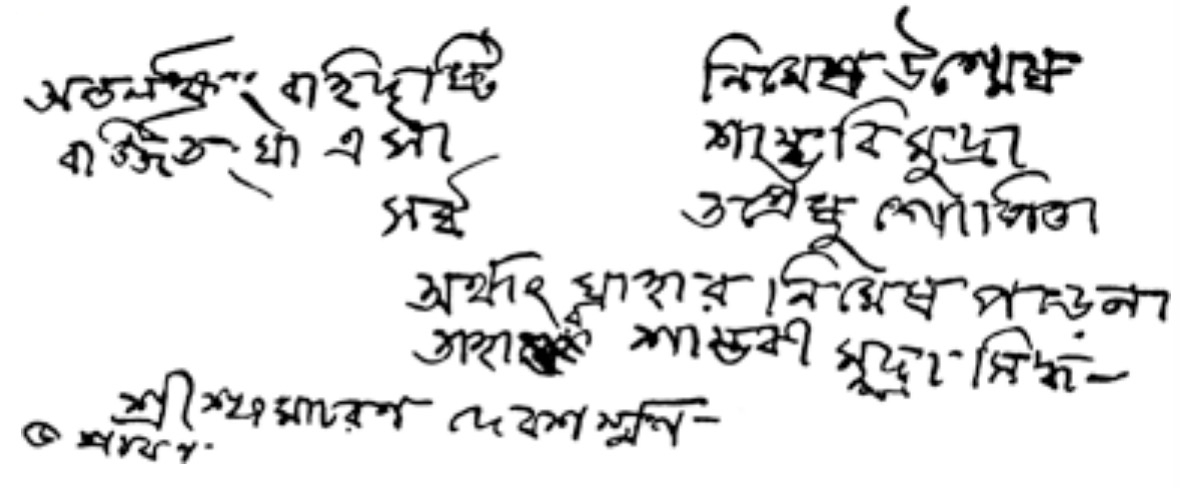
Firma e calligrafia di Lahiri Mahasaya, che in questo stralcio da una lettera in sanscrito scrive: «Colui che ha raggiunto uno stato di calma in cui non si ha nessun battito di ciglia, ha raggiunto il Shambhavi Mudra», firmato: «Sri Shyama Charan Deva Sharman».

A differenza della maggioranza degli altri guru del kriya Yoga, Lahiri Mahasaya non era uno swami ma un padre di famiglia.
Non ha lasciato opere scritte direttamente, ma alcuni suoi discepoli hanno raccolto gran parte dei suoi commenti a molte opere religiose, tra le quali la Bhagavad Gita e alcune Upanishad.

### Primi anni
Nacque in una famiglia di bramini bengalesi nel villaggio di Ghurni, presso Krishnanagar, nel distretto di Nadia della provincia del Bengala. Di nome faceva Shyama Charan, ed era il figlio più giovane di Muktakashi, seconda moglie dello stimato Gaur Mohan Lahiri. Sua madre, una devota del Signore Shiva, morì quando era bambino. All'età di tre o quattro anni lo si vedeva spesso seduto in meditazione, con il corpo sepolto nella sabbia fino al collo.
Verso i cinque anni, la casa ancestrale dei Lahiri andò perduta a causa di un'alluvione, così la famiglia si trasferì a Varanasi, dove il padre eresse un nuovo tempio in onore di Shiva. Qui Shyama Charan avrebbe trascorso la maggior parte della sua vita.
Da bambino studiò l'urdu e l'hindi, passando gradualmente al bengalese, al sanscrito, al persiano, al francese e all'inglese presso il Government Sanskrit College, insieme allo studio dei Veda. L'apprendimento degli insegnamenti religiosi, le abluzioni nel Gange e le pratiche di adorazione facevano parte della sua routine quotidiana.

### Padre di famiglia
Nel 1846 si sposò con Srimati Kashi Moni. Ebbero due figli, Tincouri e Ducouri, che in seguito sarebbero stati considerati santi, e tre figlie, Harimoti, Harikamini e Harimohini.
Sua moglie si accorse solo dopo molti anni di matrimonio della statura spirituale del marito, al quale chiese allora di poter diventare il suo guru. Una volta, tuttavia, ritenendo che non si preoccupasse abbastanza del sostentamento economico della famiglia, fu così da lui ammonita:
(Lahiri Mahasaya)
La moglie di Lahiri sarebbe divenuta così sua discepola e fu affettuosamente chiamata Guru Ma.
Nel 1851, intanto, all'età di 23 anni, Lahiri Mahasaya fu assunto come contabile presso il dipartimento di ingegneria militare del governo britannico, che lo portò a viaggiare in tutta l'India. Dopo la morte di suo padre, si assunse anche l'onere di sostenere l'intera famiglia a Varanasi.

### L'apprendimento delKriya Yoga
Nel trentatreesimo anno di età avvenne la svolta della sua vita.
Nell'autunno del 1861, infatti, Lahiri fu trasferito a Ranikhet, ai piedi dell'Himalaya. Un giorno, mentre camminava sui rilievi del monte Drongiri, udì una voce che lo chiamava. Dopo essersi arrampicato ulteriormente, incontrò il Mahavatar Babaji, il guru di una sua precedente incarnazione, in attesa di rivederlo dopo tanti anni. Descritto da Yogananda come un leggendario yogi immortale, dotato di poteri straordinari, costui materializzò un palazzo sull'Himalaya per soddifare un desiderio di Lahiri Mahasaya proveniente dalle sue vite passate, affinché il suo karma potesse infine liberarsene.
All'interno del palazzo, Lahiri fu iniziato da Babaj alle tecniche del Kriya Yoga, ovvero l'antica scienza perduta che Krishna aveva dato ad Arjuna millenni fa, con la promessa di dedicare il resto della sua vita a diffonderlo nuovamente nel mondo.
Poco dopo, fece ritorno a Varanasi, dove iniziò a impartire il Kriya Yoga a vari cercatori nel sentiero della verità. Nel corso del tempo, sempre più persone accorsero a lui per ricevere la sua disciplina spirituale.

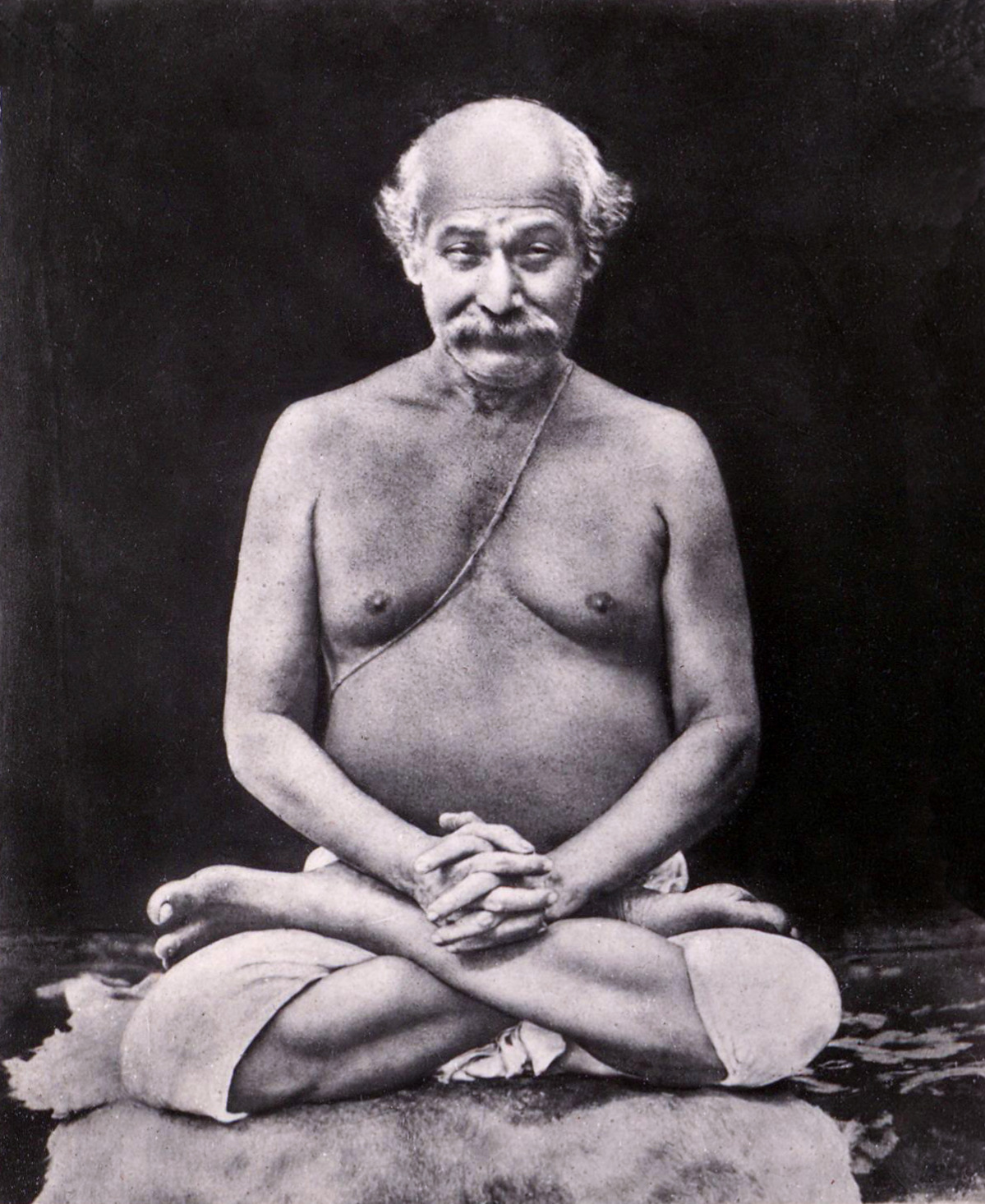
Unica fotografia conosciuta di Lahiri Mahasaya (1890 circa), scattata dopo che precedenti tentativi di immortalarlo erano falliti.

Organizzò molti gruppi di studio e tenne discorsi regolari sulla Bhagavad Gita nelle sue conferenze denominate Gita Assembly («Assemblee della Gita»). Trasmise liberamente l'iniziazione al Kriya Yoga a uomini e donne appartenenti a religioni, caste e ceti sociali diversi, in un momento in cui il fanatismo di casta era molto forte. Incoraggiava i suoi discepoli a restare nella loro fede, solo aggiungendo le tecniche Kriya alle loro pratiche religiose.
Continuò a svolgere il duplice ruolo di impiegato contabile e di insegnante di Kriya Yoga fino al 1886, quando poté andare in pensione. Da allora sempre più visitatori venivano a trovarlo, anche di giorno, solamente per contemplare il suo stato meditativo e godere della beatitudine che da lui irradiava. Raramente lasciava il suo salotto, restando a disposizione di tutti coloro che cercavano di apprendere il suo darshan («visione»). Spesso esibiva lo stato senza respiro del samadhi superconscio.
Alcuni dei suoi discepoli includevano Panchanan Bhattacharya, Swami Pranabananda, Swami Keshabananda Brahmachari, Bhupendranath Sanyal, Swami Sri Yukteswar Giri, guru a sua volta di Paramahansa Yogananda, e gli stessi genitori di quest'ultimo.

### La morte
Nell'estate del 1895 comparve sulla sua schiena un rigonfiamento con cui egli affermò di stare consumando del cattivo karma di qualche suo allievo. Verso la fine del settembre seguente iniziò a radunare alcuni discepoli informandoli che presto avrebbe lasciato il corpo. Pochi istanti prima della morte, avvenuta quattro giorni prima di compiere 67 anni, disse semplicemente: «Sto tornando a casa. Siate confortati; risorgerò». Quindi girò su se stesso per tre volte, secondo un rito vedico di chi è onnisciente dell'imminenza della propria fine, si voltò verso nord e uscì consapevolmente dal corpo fisico, entrando nel mahasamadhi («unione cosmica»).
Venne cremato secondo i riti bramini indù a Ghat Manikarnika, a Varanasi. Alle 10 del mattino seguente sarebbe tuttavia riapparso a tre suoi discepoli in luoghi diversi, perfettamente in carne e ossa seppure in un aspetto radiante, per convincerli che fosse sempre vivo e presente.
Una parte delle sue ceneri è conservata a Varanasi nella casa del pro-pronipote Shibendu Lahiri (anch'egli un insegnante di kriya Yoga), mentre il resto si trova in un piccolo tempio di Hardwar, dove forono portate dal suo devoto Keshabananda.
Shibendu Lahiri conserva ancora oggi i diari appartenuti a Lahiri Mahasaya, e contenenti una descrizione delle sue principali esperienze spirituali; essi originariamente erano 26, ma alcuni sono stati rubati da turisti e visitatori a partire dagli anni 2000.

## Insegnamenti e fortuna
(Lahiri Mahasaya)

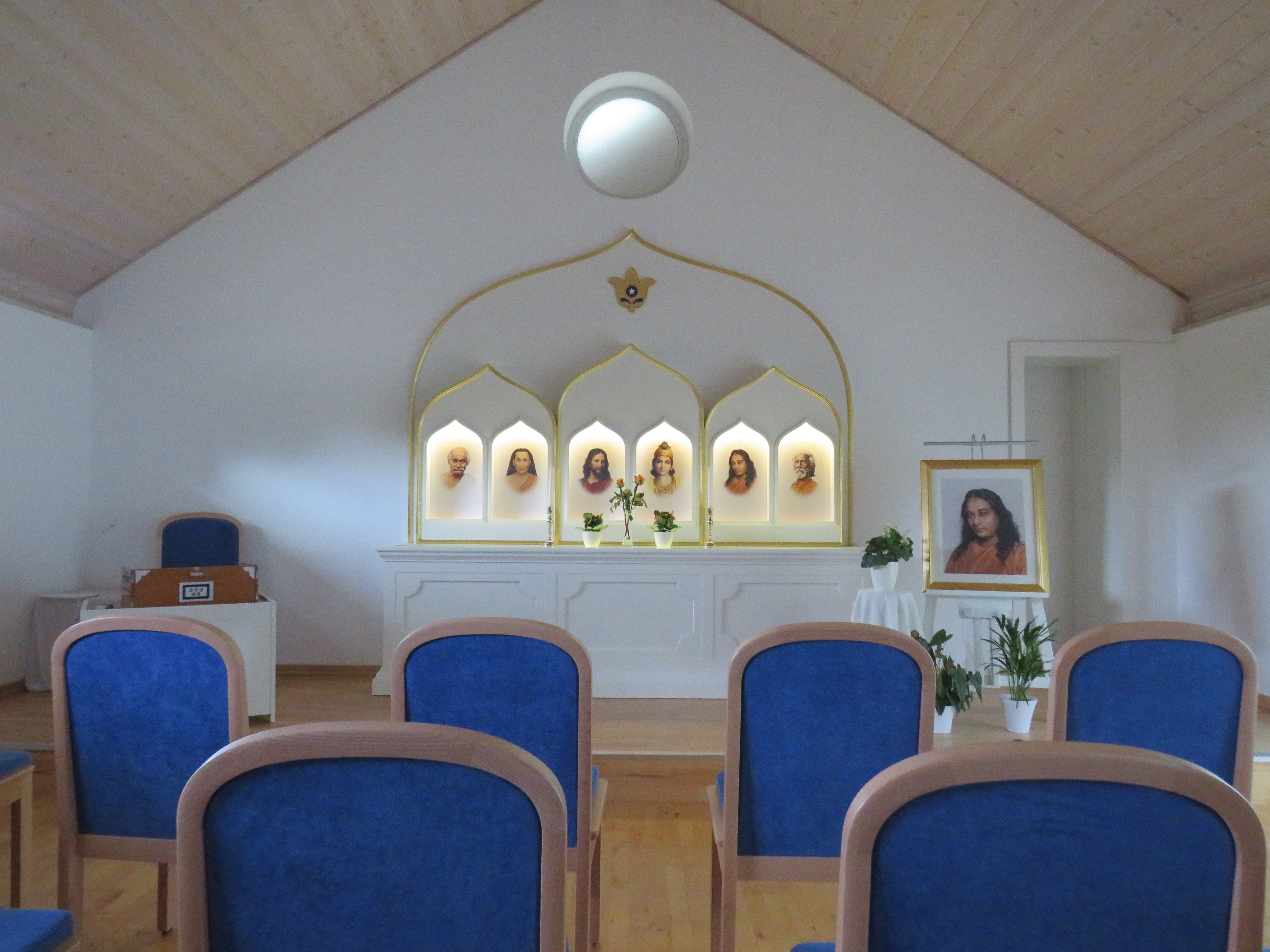
Altare della Self-Realization Fellowship con le immagini dei capostipiti della linea spirituale su cui questa si fonda: Lahiri Mahasaya, Mahavatar Babaji, Gesù Cristo, Signore Krishna, Paramahansa Yogananda e Sri Yukteswar Giri.

Volendo offrire un esempio di come si potesse conciliare la spiritualità con la normale vita lavorativa e familiare, Lahiri Mahasaya fu definito da Paramahansa Yogananda un maestro «simile al Cristo», avendo raggiunto quella coscienza cosmica e universale che promana direttamente da Dio, cioè propria del Figlio.
Mahasaya significa infatti «grande mente» o «grande spirito». Tra gli altri appellativi che gli furono tributati, vi è quello di "Yogavatar", che significa «Incarnazione dello Yoga».
A lui è attribuita appunto la riabilitazione di una forma di yoga appartenente ad antiche tradizioni induiste, che egli ricevette da Babaj, e ritrasmise a tutti coloro che la ricercassero sinceramente, dando avvio ad una linea di successione spirituale di maestri kryaban in cui si inserisce lo stesso Paramahansa Yogananda. Tale yoga consiste nell'integrare la coscienza separata dell'Io in una coscienza più ampia, completamente ridestata, situata al di là dell'incessante movimento di pensieri e concetti.
Tra i vari miracoli e prodigi che gli furono riconosciuti, vi sono la resurrezione di Rama, suo discepolo e amico di Sri Yukteswar, e la concessione ad un'altra discepola, di nome Abhoya, di veder conclusa con successo la propria nona gravidanza dopo che otto figli le erano morti prematuramente.
Le fonti sulla biografia di Lahiri Mahasaya derivano principalmente da un testo in bengali del 1941, Sri Shyama Charan Lahiri Mahasaya, scritta dal discepolo Swami Satyananda, e poi soprattutto dall'Autobiografia di uno yogi di Paramahansa Yogananda, che ne tratta approfonditamente nei capitoli da 31 a 36.
Trailanga Swami, un celebre santo dell'India che fu amico dello stesso Lahiri Mahasaya, lo elogiò con le seguenti parole: 
Nella cultura di massa, Lahiri Mahasaya appare tra i personaggi della copertina di Sgt. Pepper's Lonely Hearts Club Band dei Beatles.
Viene anche menzionato nel film di Massimo Troisi, Pensavo fosse amore invece era un calesse (1991), circa un aneddoto riguardo l'impossibilità da parte del discepolo Ganga Babu di riuscire a fotografarlo, a causa dell'evanescenza della sua figura.